# TT-400TP (lớp tàu tuần tra)
TT-400TP là một lớp tàu pháo do Công ty đóng tàu Hồng Hà - Việt Nam tự sản xuất dựa trên bản thiết kế sơ bộ mua từ nước ngoài. TT là viết tắt của từ "tuần tra", còn TP là viết tắt của từ "tàu pháo"
TT-400TP là lớp tàu pháo có vũ khí điều khiển tự động hoạt động trên biển với bốn nhiệm vụ: tiêu diệt tất cả tàu chiến đổ bộ và tàu hộ tống của địch; bảo vệ căn cứ các đội tàu đổ bộ và đội tàu hộ tống ở vùng hoạt động của các lực lượng và tàu phục vụ các lực lượng rà quét mìn; bảo vệ tàu dân sự trên biển và trinh sát chiến thuật cảnh giới mặt nước. Chiếc đầu tiên trong lớp TT-400TP là tàu mang số hiệu HQ-272 khởi đóng ngày 22 tháng 4 năm 2009 và chính thức được chuyển giao cho Quân chủng Hải quân Việt Nam ngày 16 tháng 1 năm 2012. Chiếc thứ hai mang số hiệu HQ-273 bàn giao cho Hải quân Việt Nam ngày 31 tháng 8 năm 2012. Chiếc thứ ba mang số hiệu HQ-274 bàn giao cho Hải quân Việt Nam ngày 28 tháng 5 năm 2014. Chiếc thứ tư mang số hiệu HQ-275 bàn giao cho Hải quân Việt Nam ngày 25 tháng 9 năm 2014, chiếc thứ năm HQ-276 bàn giao 15 tháng 1 năm 2015 và chiếc thứ sáu  HQ-277 bàn giao cũng trong năm 2015

## Thiết kế
Hải quân Việt Nam mua thiết kế sơ bộ tàu tuần tra TK-400  của Viện Phát triển công nghệ tàu biển (MTD) nay là Công ty phát triển hàng hải thuộc Liên bang Nga với giá khoảng 800.000 USD (Nếu mua bản thiết kế đầy đủ và chuyển giao công nghệ là 11.000.000 USD). Tàu được thiết kế phù hợp với tiêu chuẩn Quy phạm đóng tàu cao tốc, tàu lướt và tàu chiến loại nhỏ và đã được đăng kiểm (DNV) của Na Uy thẩm định, được thử mô hình trong bể thử năm 2001.
Viện Kỹ thuật Hải Quân tự thiết kế công nghệ, thiết kế kỹ thuật từ năm 2006 và Công ty TNHH MTV đóng tàu Hồng Hà tổ chức thiết kế thi công và đóng mới. Tàu thỏa mãn Quy phạm phân cấp và đóng tàu cao tốc Việt Nam năm 1998 và Quy phạm phân cấp và đóng tàu biển Việt Nam năm 1997. Theo đánh giá của tạp chí Jane’s, giá hoàn thành một chiếc tàu như vậy từ 15-20 triệu USD.
Đồng thời Việt Nam đã hợp tác với Nga để thi công đóng tàu TT-400TP, cũng như mua và lắp đặt các trang thiết bị, vũ khí trên tàu. Qua đó có 5 tập đoàn/công ty đã hợp tác giúp Việt Nam đóng tàu pháo TT400TP, đó là các đơn vị như "Tập đoàn đóng tàu SNSZ (ở St. Petersburg), Tập đoàn Đóng tàu thống nhất (USC, Moscow), Tập đoàn xuất khẩu vũ khí Rosoboronexport (Moscow), Trung tâm thiết kế hàng hải Almaz (St. Petersburg), Viện nghiên cứu đóng tàu thuộc Học viện Hải quân (St. Petersburg)". FSMTC cho biết 5 đơn vị này đã hỗ trợ kỹ thuật, cung cấp linh kiện phụ tùng thiết bị, vũ khí để Việt Nam đóng tàu pháo dự án TT-400TP. Tàu có trọng tải choán nước là 397 tấn (tiêu chuẩn) khi không tải, 420 tấn khi trang bị vũ khí, 446 tấn khi tải trung bình và 475  tấn khi toàn tải. Chiều dài dài nhất 54.16m (Chiều dài đường nước 49.16 mét), chiều rộng 9.16 mét (Chiều rộng đường nước 8.187 mét), mớn nước 2.5 m (mớn nước tối đa 2.7 m). Với 3 động cơ diesen MTU 18VP185 cho tổng công suất 15.076 mã lực và 3 trục chân vịt kết nối với 3 động cơ chính, nên tàu đạt tốc độ tối đa 32 hải lý/giờ (59 km/giờ), tầm hoạt động 2500 hải lý (4600 km) khi tàu chạy ở tốc độ kinh tế 14 hải lý/giờ (25,5 km/giờ). Tàu hoạt động liên tục trên biển 30 ngày đêm trên biển, có khả năng tác chiến trong điều kiện sóng cấp 5 và chạy trong điều kiện gió cấp 9, 10 và sóng cấp 8 do vỏ tàu được làm bằng thép hợp kim cường độ cao (giá gấp 3 lần thép làm vỏ tàu thông thường…), thượng tầng của tàu làm bằng hợp kim nhôm.
Tàu được thiết kế và chế tạo theo kiểu môđun độc lập (trong mỗi môđun được thiết kế và bố trí lắp đặt các thiết bị gần như hoàn chỉnh theo từng khối, sau đó chỉ cần cẩu - đấu - lắp tổng thành các đoạn môđun lại). Trên tàu bố trí 1 phòng riêng với các giường đơn cho thuyền trưởng và thuyền phó, 4 phòng nghỉ với các giường tầng cho các sĩ quan và các thuyền viên, với thủy thủ đoàn tổng cộng là 33 người.

## Vũ khí
Về vũ trang, tàu được trang bị súng máy phòng không 14,5mm, pháo hạm tự động 76mm AK-176 và một hệ thống pháo tự động 6 nòng 30mm AK-630 có radar dẫn bắn để tiêu diệt mục tiêu trên biển, trên không. Tàu còn có hệ thống tên lửa phòng không vác vai (MANPADS) 9K38 Igla  với 2 giàn ống phóng.
AK-176M: Trang bị hải pháo trên tàu là pháo hạm một nòng tự động 76/59 АU kiểu tháp pháo АК-176, tháp pháo được bố trí trên phần mũi tàu của boong tàu. Cơ số đạn pháo đầy đủ là 316 viên và được trang bị sẵn sàng 152 viên đạn trong ổ đạn. Tháp pháo được chế tạo từ hợp kim nhôm và magiê AMg6 với độ dày 4mm. Kíp trắc thủ - 2 người (nếu nạp đạn thủ công thì kíp trắc thủ là 4 người). Pháo bắn nhanh AK-176 có thể tùy chỉnh tốc độ bắn 30, 60 hoặc 120 viên/phút để tiêu diệt các mục tiêu trên mặt nước và trên không. Tầm "hỏa lực" của loại vũ khí này đạt 15 km, tầm bắn đạt hiệu quả cao là 10 km. AK-176 được điều khiển bởi radar điều khiển hỏa lực MR-123-02 và được hỗ trợ bằng hệ thống quang học và định tầm laser, cho phép ngắm bắn mục tiêu hiệu quả và chính xác hơn, ngoài ra AK-176 cũng có độ giật ít và ổn định hơn nên xác suất trúng mục tiêu cũng cao hơn. AK-176 cũng được trang bị hai loại đạn là đạn xuyên giáp ZS-63 và đạn nổ phá mảnh OФ-62 (OF-62), có thể hạ được mục tiêu bay cỡ nhỏ như tên lửa hành trình, thậm chí là tên lửa chống hạm. AK-176 là loại pháo 1 nòng, đường kính 76,2mm; Thiết kế năm 1977 và đưa vào sử dụng rộng rãi vào năm 1979 dùng trên tàu chiến đấu; Trọng lượng toàn bộ tháp pháo: 10,29 tấn; Trọng lượng pháo: 821 kg; Góc bắn của pháo từ - 10 độ + 80 độ nếu điều khiển bằng hệ thống điện tử ESP -221; Góc bắn của pháo từ - 15 độ + 85 độ nếu điều khiển bằng tay; Chiều dài nòng pháo: 4,484 mét; Trọng lượng toàn bộ viên đạn: 12,8 kg, trọng lượng đầu đạn 5,9 kg; Tốc độ đạn 980 m/s; Tầm bắn xa: 15,7 km với tốc độ bắn tự động của pháo là 120 phát/phút hoặc có tốc độ 30 phát/ phút khi bắn thủ công; Trần bắn: 11 km; Pháo được điều khiển bắn tự động bằng hệ thống ra đa điều khiển hỏa lực MR-123-02 với tầm phát hiện từ xa 45 km.
AK-630: Trên boong phía đuôi tàu TT-400TP được lắp đặt hệ thống pháo tự động tầm gần AK-630 để chống lại các tên lửa hành trình chống tàu và máy bay, hệ thống được lắp pháo tự động AO-18 có cơ cấu xoay với 6 nòng được làm mát liên tục bằng nước, hộp tiếp đạn dạng băng tự động (Cơ số đạn pháo đầy đủ là 3000 viên) và một cơ cấu khóa nòng cơ khí để nạp đạn và hất vỏ đạn sau khi bắn. Pháo phòng không AK-630 có khả năng tạo một màn đạn với tốc độ 5000 viên/phút điều khiển bằng radar hoặc kính ngắm quang học. Được thiết kế năm 1963 của hãng Tulamashzavod của Nga, hệ thống được đưa vào sử dụng vào năm 1964 và được điều khiển tự động bằng ra đa vào năm 1976, phiên bản hệ thống AK-630M (A-213M) được chấp nhận hoạt động 1979, được trang bị hệ thống điều khiển hỏa lực bao gồm: TV cung cấp việc hiển thị theo dõi các mục tiêu mặt nước, mục tiêu hàng không. Rada giúp phát hiện bám bắt mục tiêu mặt nước từ cự li 7,5 km (Như ca nô đề án 250) và mục tiêu hàng không từ cự li 7 km (Như MiG-21). AK-630 có chế độ bắn thông thường 4-5 loạt bắn với mỗi loạt từ 20 – 25 viên đạn từ tầm bắn max, trên tầm bắn hiệu quả, loạt bắn có thể kéo dài với số lượng lên đến 400 viên ngắt đoạn ngắn từ 3-5 giây. Trọng lượng khi không lắp đạn của khẩu pháo là 1850 kg, trọng lượng pháo là 1918 kg và 9114kg cho toàn bộ hệ thống; Góc bắn của pháo từ -12 độ đến 88 độ với hệ thống điều khiển tự động; Tốc độ đường đạn 900m/s; Tốc độ bắn: 5000 viên đạn/phút; Tiếp đạn từ một thùng đạn chứa được 2000 viên và khoảng 1000 viên đạn dự trữ trong một thùng chứa khác; Trọng lượng đạn: 0.54 kg, Đạn dược được sử dụng trong AK-630M, đó là: ОФ-84 (OF-84): Đạn mảnh- nổ mạnh nặng 390 g chứa 48,5 g thuốc nổ, sử dụng đầu đạn А-498К; ОФЗ: cải tiến của ОФ-84 nên uy lực công phá lớn hơn; OR-84: đạn mảnh-vạch đường nặng 390 g, chứa 11,9 g thuốc nổ. Tầm bắn hiệu quả 4000 mét với mục tiêu trên không và 5000 mét với mục tiêu mặt nước. Hệ thống điều khiển hỏa lực trung tâm: A-213 Vympel-A bao gồm radar và hệ thống quang học truyền hình (Tháp pháo được điều khiển từ xa bởi hệ thống radar kiểm soát hỏa lực và đài quan sát (hỗ trợ đài điều khiển), thời gian phản ứng: 2-3 giây). Khi không điều khiển bằng radar thì dùng máy ngắm cơ-quang Vympel-A: phục vụ ngắm bắn dự phòng trực tiếp chống tên lửa diệt hạm tiếp cận tàu cho pháo đa năng nòng xoay AK-630. Qua thử nghiệm thì hệ thống pháo AK-630 đã bắn trúng mục tiêu là một tên lửa mô phỏng ở độ cao 10m chỉ với 200 phát đạn.
Súng máy 14,5mm MTPU: phiên bản của súng máy KPV được thiết kế để lắp đặt trên tàu chiến, tầm bắn đến 2000m và độ cao đến 1500m. Để bắn mục tiêu trên không, trên mặt biển và mặt đất, có thể dùng các loại đạn xuyên phá B-32, đạn vạch đường BZT và đạn nổ phá MDZ. Súng có tốc độ bắn ít nhất là 450 viên/phút và cơ số đạn là 1500 viên. Tàu được trang bị 2 khẩu 14,5mm, với trọng lượng của hệ thống súng và giá súng tổng cộng khoảng 400 kg, hệ thống súng máy dài 2,8m, rộng 0,865m, cao 1,5-1,8m với góc bắn mục tiêu trên cao từ - 15 độ đến + 60 độ.
Tên lửa MANPADS SA-N-5: Phiên bản tên lửa phòng không vác vai 9K32 Strela-2 (SA-7 Grail hay SA-N-5 Grail) lắp đặt trên tàu hải quân, nhằm chống lại các mục tiêu bay thấp trong tầm nhìn của xạ thủ. SA-7 là loại tên lửa đất đối không vác vai thế hệ đầu tiên của Liên Xô được dẫn hướng bởi đầu dò hồng ngoại thụ động tương tự như FIM-43 Redeye của Mỹ, chính thức đưa vào biên chế từ năm 1968. Mặc có hạn chế về tầm bắn, tốc độ và độ cao nhưng Strela-2 tỏ ra rất hữu hiệu khi chống lại các mục tiêu như máy bay bay thấp hoặc trực thăng. Strela-2 có hai phiên bản là: 9K32 Strela-2 (SA-7A) và tên lửa 9K32M Strela-2M (SA-7B) hiện đại hơn được trang bị từ năm 1971. Biến thể SA-7B có một số cải tiến như lắp hệ thống làm lạnh đầu dò hồng ngoại nhằm tránh việc tên lửa bị đánh lừa bởi mồi bẫy nhiệt do máy bay phóng ra. Ống phóng dành cho tên lửa 9K32/9K32M là loại 9P54/9P54M có chiều dài 1,47 m; đường kính thân 72mm; trọng lượng 4,71 kg. Tên lửa 9K32/9K32M gồm 4 tầng: tầng thứ nhất là đầu tự dẫn, tầng thứ 2 có cánh lái để điều khiển hướng bay (bằng cách thay đổi góc của cánh lái), tầng thứ 3 là phần chiến đấu, tầng cuối cùng là động cơ, phần cuối của động cơ có các cánh ổn định. Thông số kỹ thuật của tên lửa 9K32/9K32M: chiều dài 1,44 m; đường kính 70 mm; trọng lượng 9,8/9,97 kg; đầu đạn 1,15 kg HE nổ phá mảnh; tầm bắn tối đa 3,7/4,2 km; trần bay 1,5/2,3 km; tốc độ 430/580 m/s. Trên tàu được trang bị 2 cơ cấu giá phóng tên lửa, với mỗi cơ cấu phóng lắp được 4 quả tên lửa. Cơ số tên lửa trên tàu là 16 quả. Vị trí bắn tên lửa của xạ thủ có tay cầm và bệ tỳ lưng. Tên lửa được đặt trong các thiết bị chứa đạn giảm xóc.
Ra đa trên tàu là loại ra đa hiện đại như: Hệ thống radar điều khiển hỏa lực MR-123-02, ra đa dẫn đường hàng hải Furuno. Hệ thống nhận biết địch-ta, hệ thống quang-điện, hệ thống định vị/dẫn đường vệ tinh, hệ thống thông tin liên lạc tự động.